# Comemoração de 20 anos de Harry Potter: De Volta a Hogwarts
Comemoração de 20 anos de Harry Potter: De Volta a Hogwarts (em inglês: Harry Potter 20th Anniversary: Return to Hogwarts) é um especial de televisão de 2022 da série de filmes Harry Potter que foi lançado na HBO Max em 1 de janeiro de 2022. Ele marca o 20º aniversário do lançamento da primeira parcela da série, Harry Potter e a Pedra Filosofal (2001). É produzido pela Warner Bros. Unscripted Television em associação com a Warner Horizon e com produção executiva de Casey Patterson.
Daniel Radcliffe, Rupert Grint e Emma Watson aparecem no especial, com os principais membros do elenco Helena Bonham Carter, Robbie Coltrane, Ralph Fiennes, Jason Isaacs, Gary Oldman, Tom Felton, James Phelps, Oliver Phelps, Mark Williams, Bonnie Wright, Alfred Enoch, Ian Hart, Toby Jones, Matthew Lewis, Evanna Lynch, o produtor David Heyman, e os cineastas Chris Columbus, Alfonso Cuarón, Mike Newell e David Yates.

## Elenco
- Daniel Radcliffe[1]
- Rupert Grint[1]
- Emma Watson[1]
- Helena Bonham Carter[1]
- Robbie Coltrane[1]
- Alfred Enoch[1]
- Tom Felton[1]
- Ralph Fiennes[1]
- Ian Hart[1]
- Jason Isaacs[1]
- Toby Jones[1]
- Matthew Lewis[1]
- Evanna Lynch[1]
- Gary Oldman[1]
- James Phelps[1]
- Oliver Phelps[1]
- Mark Williams[1]
- Bonnie Wright[1]
- David Heyman[1]
- Chris Columbus[1]
- Alfonso Cuarón[1]
- Mike Newell[1]
- David Yates[1]
- J. K. Rowling (imagens de arquivo)[2]
- Stephen Fry (narração da passagem do capítulo)

A reunião apresenta clipes e homenageia os membros do elenco que já faleceram, incluindo Helen McCrory, Alan Rickman, John Hurt, Richard Griffiths e Richard Harris.

## Produção

### Desenvolvimento
Em novembro de 2021, a Warner Bros. anunciou o Harry Potter 20th Anniversary: Return to Hogwarts, uma retrospectiva especial com o elenco e os cineastas da série de filmes Harry Potter  para comemorar o 20º aniversário do lançamento da primeira parte da série, Harry Potter e a Pedra Filosofal (2001). O especial é produzido pela Warner Bros. Unscripted Television em associação com a Warner Horizon e com produção executiva de Casey Patterson.
J. K. Rowling - a autora da série de livros, que teve um papel significativo na produção do filme – está praticamente ausente do especial. Ela aparece por menos de trinta segundos em imagens de arquivo e é mencionada por alguns dos entrevistados do especial, mas não há anúncios para as imagens especiais em destaque dela. Os críticos especularam que isso se deveu às suas opiniões sobre questões transgênero e, de acordo com Ed Power, do The Daily Telegraph, consequente "repreensão pública pelas estrelas da série". No entanto, Entertainment Weekly relatou que Rowling havia sido convidada a aparecer, mas sentiu que as imagens de arquivo eram suficientes, com "fontes próximas à situação" negando que a decisão da autora estivesse relacionada à controvérsia em torno de seus comentários sobre pessoas transgênero.

### Filmagem
O especial foi filmado no Warner Bros. Studio Tour London – The Making of Harry Potter em Leavesden, Inglaterra.

### Correções
Na versão inicial, uma imagem de infância de Emma Roberts é apresentada por engano como uma imagem de Watson, e Oliver e James Phelps são rotulados por engano como um ao outro. Em 3 de janeiro, esses erros foram corrigidos em uma nova versão.

## Recepção
No site de agregação de críticas Rotten Tomatoes, o especial tem uma taxa de aprovação de 96% com uma classificação média de 7,8/10, com base em 25 críticas. O consenso crítico do site diz: "Afetuoso e revelador, Return to Hogwarts oferece um vislumbre íntimo de como a criação da franquia Harry Potter entregou seu próprio tipo especial de magia para os envolvidos". Metacritic, que usa uma média ponderada, atribuiu uma pontuação de 65 em 100 com base em 11 críticos, indicando "críticas geralmente favoráveis".